# Steinkjer
Steinkjer je grad i središte istoimene općine i okruga Nord-Trøndelag  u Norveškoj. 

## Zemljopis
Grad se nalazi u središnjoj Norveškoj u regiji Trøndelag udaljen od Švedske 60 km.  Steinkjer se nalazi na čelu Beitstadfjordena, sjevernog ogranaka Trondheimsfjorda.

## Stanovništvo
Prema podacima o broju stanovnika iz 2008. godine u općini živi 20.672 stanovnika.

## Vanjske poveznice
- Službene stranice općine

### Ostali projekti
|  | Zajednički poslužitelj ima još gradiva o temi Steinkjer |